# Peillon
Peillon (provenzalisch Peilhon, italienisch Peglione) ist eine Gemeinde der Ost-Provence in Frankreich im Département Alpes-Maritimes in der Nähe von Nizza und Monaco und ein „Village Perché“, ein Bergdorf oder Adlernest. Peillon hat 1427 Einwohner (Stand 1. Januar 2022) auf einer Gemeindefläche von etwa 9 Quadratkilometern. Die am höchsten gelegenen Häuser befinden sich auf 720 Metern Höhe. Nach Monaco sind es vom Ortsmittelpunkt aus etwa 30 Kilometer und nach Nizza 21 Kilometer. Die Gründung des Ortes reicht zurück ins 10. Jahrhundert.
Peillon liegt auf einem Gebirgsvorsprung, umgeben von einer tiefen Schlucht. Die Sträßchen der Gemeinde sind teils durch Treppen verbunden. Im Gemeindegebiet existieren ein Campingplatz und zwei kleinere Hotels.

## Bevölkerungsentwicklung
| Jahr                       | 1962 | 1968 | 1975 | 1982 | 1990 | 1999 | 2007 | 2016 |
| Einwohner                  | 781  | 937  | 898  | 1038 | 1139 | 1227 | 1336 | 1470 |
| Quellen: Cassini und INSEE |      |      |      |      |      |      |      |      |

## Sehenswürdigkeiten
Siehe: Liste der Monuments historiques in Peillon

## Wanderwege
Peillon ist ein Etappenort am neuen Fernwanderweg Via Alpina. Da der Ort recht abgelegen liegt, blieb er bislang von den großen Touristenströmen verschont.